# Kvindeligt Marinekorps
Kvindeligt Marinekorps (KM) var i Danmark en frivillig försvarsorganisation för kvinnor bildad 1946 på initiativ av Marie Antoinette von Lowzow. Kåren var från början en hemvärnsförening, med det brittiska Women's Royal Naval Service (WRNS) som förebild, och en del av den danska lottakåren. Då det danska hemvärnet bildades 1949 blev KM en del av denna och bistod med assistans till Søværnet (Danmarks marinkår) och hemvärnets marinkår. Kåren lades ner 1989 då full jämställdhet infördes i det danska försvaret, vilket innebar att män och kvinnor erbjöds samma utbildningar och poster inom det militära.